# معتمدية سليانة الجنوبية
معتمدية سليانة الجنوبية إحدى معتمديات الجمهورية التونسية، تابعة لولاية سليانة.